# مانوكود جعدي الطوق
مانوكود جعدي الطوق (الاسم العلمي: Manucodia chalybatus)، نوع من المانوكود وفصيلة طائر الجنة.
ينتشر في جميع أنحاء الأراضي المنخفضة وغابات التلال في البر الرئيسي لغينيا الجديدة وجزيرة ميسول بابوا الغربية. نظامه الغذائي يتكون بشكل أساسي من الفواكه والتين.